# Мужчине живётся трудно. Фильм 10: Сновидение Торадзиро
«Мужчине живётся трудно. Фильм 10: Сновидение Торадзиро» (яп. 男はつらいよ　寅次郎夢枕, отоко-ва цурай ё: торадзиро юмэмакура; другое название — «Мечты Тора-сана становятся явью»; англ. Tora-san's Dream-Come-True (Tora-san 10) — японская комедия режиссёра Ёдзи Ямады, вышедшая на экраны в 1972 году.

## Сюжет
Главный герой Торадзиро Курума (или просто Тора-сан) узнаёт о смерти старого знакомого, с которым познакомился когда-то во время своих скитаний по стране. Посещая его могилу, он встречает старуху, позаботившуюся о покойном. Эта встреча помогает Тора-сану иначе взглянуть на свою жизнь и даёт толчок ему попытаться что-то изменить в ней. Так он принимает решение оставить свои странствия.
Возвратившись домой в Сибамату, он смиренно просит прощения у своих родных: дяди Тацудзо, тёти Цунэ и сестры Сакуры. Он обещает также найти реальную работу и заручается их помощью в поиске подходящей для него невесты. Тем не менее, несмотря на все усилия семьи, вскоре становится очевидным, что репутация Тора-сана как благонамеренного, но безответственного неудачника широко известна во всём районе. Вновь Тора чувствует себя нежелательным и покидает гостевую комнату, которую он обычно занимал по приезде в Сибамату.
Когда же он вскоре возвращается, то сталкивается с тем фактом, что его комната уже занята. Друг семьи, старый священник попросил, чтоб поселили его племянника, университетского профессора Окакуру. Этот факт приводит Тора-сана в бешенство и является достаточной причиной, чтобы наконец-то уехать — но в последний момент он встречает Тиё, ныне работающую в салоне красоты разведённую женщину, а в прошлом одноклассницу и друга детства Тора-сана. У Торадзиро сразу же пробуждаются романтические чувства, но у него появляется соперник… профессор Окакура.

## В ролях
- Киёси Ацуми — Торадзиро Курума (или Тора-сан)
- Тиэко Байсё — Сакура, сестра Торадзиро
- Каору Ятигуса — Тиё Симура
- Масаканэ Ёнэкура — Кинноскэ Окакура
- Кинуё Танака — госпожа из благородной семьи
- Гин Маэда — Хироси, муж Сакуры
- Тацуо Мацумура — Тацудзо (дядя Тора-сана)
- Тиэко Мисаки — Цунэ (тётя Тора-сана)
- Хисао Дадзай — Умэтаро (босс Хироси)
- Тисю Рю — священник
- Тайсаку Акино — Нобору
- Гадзиро Сато — Гэн
- Ёсио Ёсида — Цурухатиро Бандо

## Премьеры
- — национальная премьера фильма состоялась 29 декабря 1972 года в Токио[1].
- — демонстрировался в США с мая 1973 года[1].

## Награды и номинации
Кинопремия «Майнити» (1974)
- Премия лучшему режиссёру 1973 года — Ёдзи Ямада (ex aequo — «Мужчине живётся трудно. Фильм 11: Незабудка Торадзиро»).

Премия журнала «Кинэма Дзюмпо» (1974)
- Номинация на премию за лучший фильм 1973 года, однако по результатам голосования занял лишь 15-е место.

## Комментарии
1. ↑  Русское название «Мечты Тора-сана становятся явью», встречающееся на некоторых русскоязычных сайтах в сети появилось от английского названия фильма в международном прокате — Tora-san’s Dream-Come-True, однако в советском киноведении было принято упоминать о фильме в его переводе с японского оригинала